# Фонтанезия Форчуна
Фонтанезия Форчуна (лат. Fontanesia fortunei) — вид цветковых растений рода Фонтанезия (Fontanesia) семейства Маслиновые (Oleaceae). 
Произрастает в восточных районах Китая.

## Синонимика
В синонимику вида входят следующие названия:
- Fontanesia argyi H.Lév.
- Fontanesia californica Dippel
- Fontanesia chinensis Hance
- Fontanesia longicarpa K.J.Kim
- Fontanesia phillyreoides subsp. fortunei (Carrière) Yalt.
- Fontanesia phillyreoides var. fortunei (Carrière) Koehne
- Fontanesia phillyreoides var. sinensis Debeaux

## Ботаническое описание
Кустарник высотой до 5 м, голый. Ветви тонкие, прямые.
Листья ланцетные или яйцевидно-ланцетные, длиной 3—6 см, шириной 0,8—1,5 см, длинно заострённые, цельнокрайние, ярко-зелёные. 
Цветки зеленовато-белые, длиной 3 мм, на коротких цветоножках, собраны в метёлки.
Плоды элипсоидальные, длиной около 8 мм.
Цветёт в июне — июле.